# Plecia mallochi
Plecia mallochi är en tvåvingeart som beskrevs av Hardy 1948. Plecia mallochi ingår i släktet Plecia och familjen hårmyggor. Inga underarter finns listade i Catalogue of Life.